# Iulian Filipescu
Iulian Filipescu (Slatina, 29 marzo 1974) è un ex calciatore rumeno, di ruolo difensore.

## Palmarès

### Club
- Campionato rumeno: 4

Steaua Bucarest: 1992-1993, 1993-1994, 1994-1995, 1995-1996
- Coppa di Romania: 2

Steaua Bucarest: 1991-1992, 1995-1996
- Supercoppa di Romania: 2

Steaua Bucarest: 1994, 1995
- Campionato turco: 3

Galatasaray: 1996-1997, 1997-1998, 1998-1999
- Coppa di Turchia: 1

Galatasaray: 1998-1999
- Supercoppa di Turchia: 1

Galatasaray: 1997
- Campionato svizzero: 1

Zurigo: 2005-2006
- Coppa Svizzera: 1

Zurigo: 2004-2005